# Zona Franca de Jebel Ali
La Zona Franca de Jebel Ali, també conegut com a JAFZ per les seves sigles en anglès (en àrab: المنطقة الحرّة لجبل علي, al-Munṭaqa al-Ḥurra le Jabal ʿAlī) és una zona econòmica de Dubai, als Emirats Àrabs Units, que es va fundar el 1985 a una part del port de Jebel Ali i va esdevenir el principal centre de desenvolupament de l'emirat amb milers d'empreses establertes i una intensa activitat industrial i comercial iniciada per les indústries del gas, de l'alumini i del ciment, avui generalitzades a totes les branques de l'economia. Les taxes són molt baixes i els capitals es poden repatriar sense restriccions; també hi ha llibertat total per a la contractació de personal estranger.
Està dirigida per la JAFZA (Jebel Ali Free Zone Authority). Inicialment estava formada per 70.000 m² de magatzems i 850.000 m² d'àrees cobertes, tot i que avui ja ocupa més del triple de superfície. Tres anys han passat fins que una gran zona de desert ha esdevingut una àrea dinàmica de 100.000 m². La JAFZA fou establerta per decret de l'emir el maig de 1980. D'aleshores ençà dels 100.000 m² inicials s'ha arribat als 30.000.000 de m² actuals.